# Timur Safin
Timur Marselevitj Safin (ryska: Тимур Марселевич Сафин; tatariska: Тимур Марсель улы Сафин: Timur Marcel uly Safin), född 4 augusti 1992 i Tasjkent, är en rysk fäktare.
Safin blev olympisk guldmedaljör i florett vid sommarspelen 2016 i Rio de Janeiro.